# Массіміліано Каппіолі
Массіміліано Каппіолі (італ. Massimiliano Cappioli, нар. 17 січня 1968, Рим) — італійський футболіст, що грав на позиції півзахисника, зокрема за «Кальярі», «Рому», а також національну збірну Італії.

## Клубна кар'єра
Народився 17 січня 1968 року в місті Рим. Вихованець юнацьких команд футбольних клубів «Пескаторі Остія» та «Рома».
1987 року був включений до заявки головної команди «Рома», проте у дорослому футболі дебютував лише наступного року, перейшовши до третьолігового «Кальярі». У першому ж сезоні допоміг головній команді Сардинії пробитися до Серії B, а ще за рік підвищитися в класі до елітної Серії A. На рівні найвищого дивізіону продовжував бути основним гравцем «Кальярі».
1993 року столична «Рома» викупила контракт свого вихованця за 5 мільярдів лір. Протягом наступних трьох років  здебільшого виходив на поле в основному складі «вовків», після чого по ходу сезону 1996/97 перейшов до «Удінезе». 
У подальшому грав на рівні найвищого дивізіону також за «Аталанту», «Болонью» і «Перуджу», а 2000 року приєднався до третьолігового «Палермо». Завершив ігрову кар'єру виступами у третьому дивізіоні за «Таранто» в сезоні 2002/03.
Протягом 2008—2009 років повертався на футбольне поле як граючий тренер команди клубу «Пескаторі Остія», у структурі якого свого часу робив перші кроки у футболі.

## Виступи за збірну
На початку 1994 року взяв участь у своєму єдиному офіційному матчі у складі національної збірної Італії.
| Дата      | Місто   | Господарі | Результат | Гості   | Турнір           | Голи | Примітки |
| --------- | ------- | --------- | --------- | ------- | ---------------- | ---- | -------- |
| 16-2-1994 | Неаполь | Італія    | 0 – 1     | Франція | товариський матч | -    | 65'      |
| Усього    |         | Матчів    | 1         |         | Голів            | 0    |          |

## Титули і досягнення
- Володар Кубка Інтертото (1):

«Болонья»: 1998